# Méixkovo
Méixkovo (en rus: Мешково) és un poble de l'óblast d'Astracan, a Rússia, segons el cens del 2010 tenia3 118 habitants.